# Иванов, Александр Фёдорович (педагог)
Александр Фёдорович Иванов (18 марта 1925, Медынский район, Калужская область — 21 июля 2009 года) — педагог, Заслуженный учитель школы РСФСР, Народный учитель Российской Федерации (2002).

## Биография
Родился 18 марта 1925 года в Медынском уезде Калужской губернии, в деревне Ковыряевка.
В 1955 году окончил Московский государственный педагогический институт. С 1950 года работал учителем истории Мятлевской средней школы, а с 1958 года был её директором.
Умер 21 июля 2009 года.

## Научная деятельность
Александр Иванов опубликовал более 50 научных работ по различным вопросам педагогики, подготовил к печати методическое пособие «Организационно-управленческая деятельность сельских школ в современных условиях».
Член-корреспондент Российской академии образования.

## Сочинения
- Избранное / Александр Федорович Иванов ; М-во образования и науки Калуж. обл., Калуж. гос. ин-т модернизации образования. — Калуга : Калужский государственный институт модернизации образования, 2011. — 292 с. : ил., портр. — 500 экз.. — ISBN 978-5-905374-01-2

## Награды
- Орден Трудового Красного Знамени;
- Медаль Н. К. Крупской;
- Медаль «За особые заслуги перед Калужской областью» II и III степени;
- Народный учитель Российской Федерации (Указ Президента от 12 апреля 2002 года № 378);
- Заслуженный учитель школы РСФСР (1971 год);
- Почётный гражданин Калужской области.

## Память
- Имя А. Ф. Иванова присвоено школе, в которой он работал 59 лет.
- В Калужской области учреждена премия А. Ф. Иванова.